# Vlasta Dvořáčková
Vlasta Dvořáčková (ur. 27 lutego 1924 w Zdziarze nad Sazawą, zm. 14 marca 2018 w Pradze) – czeska poetka i tłumaczka.
Urodziła się jako Vlasta Hospesová. Ukończyła studia filologiczne w zakresie polonistyki i bohemistyki na Uniwersytecie Karola w Pradze. Pracowała w wydawnictwach, w tym w Państwowym Wydawnictwie Literatury Pięknej, Muzyki i Sztuki – Odeon (Státní nakladatelství krásné literatury, hudby a umění Odeon). Od 1968 przebywała na emigracji. Jako poetka wydała tomiki Větrný den (1957), Jen galerie (1959), Čistá řeka (1962), Mezi chodci (1962), Hvízdání na prsty (1964), Nechat odjet prám (1968), Uletělo čapí pero (1969), Chyťte si skřítka (1974), Na pasece v modrém kvítku (1994), Deset trpaslíků (2004), Vždycky přece někde (2011). Tłumaczyła między innymi poezję Wisławy Szymborskiej i Czesława Miłosza.
W 1976 ukazał się polski wybór liryki poetki w przekładzie Adam Włodka pod tytułem W nocy pod tęczą.
W 2011 otrzymała w Krakowie nagrodę Translatlantyk.